# فهرست فرودگاه‌های کوئینزلند
این مقاله شامل فرودگاه‌های ایالت کوئینزلند در کشور استرالیا است.

## فهرست فرودگاه‌های
| مکان                                 | نام فرودگاه                                            | نوع    | ایکائو | یاتا | مختصات                                                          |
| ------------------------------------ | ------------------------------------------------------ | ------ | ------ | ---- | --------------------------------------------------------------- |
| Abingdon                             | فرودگاه آبینگدون                                       | همگانی | YABI   | ABG  | ۱۷°۳۶′۲۷″ جنوبی ۱۴۳°۱۱′۰۱″ شرقی / ۱۷٫۶۰۷۵۰°جنوبی ۱۴۳٫۱۸۳۶۱°شرقی |
| Aeroglen، کنز (استرالیا)             | فرودگاه کنز                                            | همگانی | YBCS   | CNS  | ۱۶°۵۳′۱۲″ جنوبی ۱۴۵°۴۵′۱۸″ شرقی / ۱۶٫۸۸۶۶۷°جنوبی ۱۴۵٫۷۵۵۰۰°شرقی |
| Agnew                                | فرودگاه آگنیو                                          | همگانی |        | AGW  | ۱۲°۰۸′۴۴″ جنوبی ۱۴۲°۰۸′۵۷″ شرقی / ۱۲٫۱۴۵۵۶°جنوبی ۱۴۲٫۱۴۹۱۷°شرقی |
| Alpha                                | فرودگاه آلفا                                           | همگانی | YAPH   | ABH  | ۲۳°۳۸′۴۸″ جنوبی ۱۴۶°۳۵′۰۰″ شرقی / ۲۳٫۶۴۶۶۷°جنوبی ۱۴۶٫۵۸۳۳۳°شرقی |
| Aramac                               | فرودگاه آرامک                                          | همگانی | YAMC   | AXC  | ۲۲°۵۸′۰۰″ جنوبی ۱۴۵°۱۴′۳۰″ شرقی / ۲۲٫۹۶۶۶۷°جنوبی ۱۴۵٫۲۴۱۶۷°شرقی |
| Archerfield، بریزبن                  | فرودگاه آرچرفیلد                                       | همگانی | YBAF   |      | ۲۷°۳۴′۱۳″ جنوبی ۱۵۳°۰۰′۲۹″ شرقی / ۲۷٫۵۷۰۲۸°جنوبی ۱۵۳٫۰۰۸۰۶°شرقی |
| Arrabury                             | فرودگاه آرابری                                         | همگانی | YARY   | AAB  | ۲۶°۴۱′۳۶″ جنوبی ۱۴۱°۰۲′۴۸″ شرقی / ۲۶٫۶۹۳۳۳°جنوبی ۱۴۱٫۰۴۶۶۷°شرقی |
| Aurukun                              | فرودگاه اوروکون                                        | همگانی | YAUR   | AUU  | ۱۳°۲۱′۱۴″ جنوبی ۱۴۱°۴۳′۱۵″ شرقی / ۱۳٫۳۵۳۸۹°جنوبی ۱۴۱٫۷۲۰۸۳°شرقی |
| Badu Island                          | Badu Island Airport                                    | خصوصی  | YBAU   | BDD  | ۱۰°۰۹′۰۰″ جنوبی ۱۴۲°۱۰′۳۰″ شرقی / ۱۰٫۱۵۰۰۰°جنوبی ۱۴۲٫۱۷۵۰۰°شرقی |
| Ballera                              | Ballera Airport                                        | خصوصی  | YLLE   |      | ۲۷°۲۴′۳۰″ جنوبی ۱۴۱°۴۸′۳۰″ شرقی / ۲۷٫۴۰۸۳۳°جنوبی ۱۴۱٫۸۰۸۳۳°شرقی |
| Bamaga                               | فرودگاه نورثرن پنینسولا                                | همگانی | YNPE   | ABM  | ۱۰°۵۷′۰۳″ جنوبی ۱۴۲°۲۷′۳۴″ شرقی / ۱۰٫۹۵۰۸۳°جنوبی ۱۴۲٫۴۵۹۴۴°شرقی |
| Barcaldine                           | فرودگاه بارکلدین                                       | همگانی | YBAR   | BCI  | ۲۳°۳۳′۵۵″ جنوبی ۱۴۵°۱۸′۲۴″ شرقی / ۲۳٫۵۶۵۲۸°جنوبی ۱۴۵٫۳۰۶۶۷°شرقی |
| Bedourie                             | فرودگاه بدوری                                          | همگانی | YBIE   | BEU  | ۲۴°۲۰′۴۶″ جنوبی ۱۳۹°۲۷′۳۶″ شرقی / ۲۴٫۳۴۶۱۱°جنوبی ۱۳۹٫۴۶۰۰۰°شرقی |
| Bilinga، گلد کوست                    | فرودگاه گولد کوست                                      | همگانی | YBCG   | OOL  | ۲۸°۰۹′۵۴″ جنوبی ۱۵۳°۳۰′۱۸″ شرقی / ۲۸٫۱۶۵۰۰°جنوبی ۱۵۳٫۵۰۵۰۰°شرقی |
| Biloela                              | فرودگاه تنگول                                          | همگانی | YTNG   | THG  | ۲۴°۲۹′۳۸″ جنوبی ۱۵۰°۳۴′۴۴″ شرقی / ۲۴٫۴۹۳۸۹°جنوبی ۱۵۰٫۵۷۸۸۹°شرقی |
| Birdsville                           | فرودگاه بیردسویل                                       | همگانی | YBDV   | BVI  | ۲۵°۵۳′۵۱″ جنوبی ۱۳۹°۲۰′۵۱″ شرقی / ۲۵٫۸۹۷۵۰°جنوبی ۱۳۹٫۳۴۷۵۰°شرقی |
| Blackall                             | فرودگاه بلکال                                          | همگانی | YBCK   | BKQ  | ۲۴°۲۵′۴۰″ جنوبی ۱۴۵°۲۵′۴۳″ شرقی / ۲۴٫۴۲۷۷۸°جنوبی ۱۴۵٫۴۲۸۶۱°شرقی |
| Blackwater                           | فرودگاه بلکوتر                                         | همگانی | YBTR   | BLT  | ۲۳°۳۶′۱۱″ جنوبی ۱۴۸°۴۸′۲۵″ شرقی / ۲۳٫۶۰۳۰۶°جنوبی ۱۴۸٫۸۰۶۹۴°شرقی |
| Boigu Island                         | فرودگاه جزیره بویگو                                    | همگانی | YBOI   | GIC  | ۰۹°۱۴′ جنوبی ۱۴۲°۱۳′ شرقی / ۹٫۲۳۳°جنوبی ۱۴۲٫۲۱۷°شرقی            |
| Boulia                               | Boulia Airport                                         | همگانی | YBOU   | BQL  | ۲۲°۵۴′۴۸″ جنوبی ۱۳۹°۵۳′۵۹″ شرقی / ۲۲٫۹۱۳۳۳°جنوبی ۱۳۹٫۸۹۹۷۲°شرقی |
| Bowen                                | Bowen Airport                                          | همگانی | YBWN   | ZBO  | ۲۰°۰۱′۰۴″ جنوبی ۱۴۸°۱۲′۵۵″ شرقی / ۲۰٫۰۱۷۷۸°جنوبی ۱۴۸٫۲۱۵۲۸°شرقی |
| Cribb Island، بریزبن                 | فرودگاه بریزبن                                         | همگانی | YBBN   | BNE  | ۲۷°۲۳′۰۰″ جنوبی ۱۵۳°۰۷′۰۶″ شرقی / ۲۷٫۳۸۳۳۳°جنوبی ۱۵۳٫۱۱۸۳۳°شرقی |
| بوندابرگ                             | فرودگاه بوندابرگ                                       | همگانی | YBUD   | BDB  | ۲۴°۵۴′۱۴″ جنوبی ۱۵۲°۱۹′۰۷″ شرقی / ۲۴٫۹۰۳۸۹°جنوبی ۱۵۲٫۳۱۸۶۱°شرقی |
| Burketown                            | Burketown Airport                                      | همگانی | YBKT   | BUC  | ۱۷°۴۴′۵۵″ جنوبی ۱۳۹°۳۲′۰۴″ شرقی / ۱۷٫۷۴۸۶۱°جنوبی ۱۳۹٫۵۳۴۴۴°شرقی |
| کالوندرا                             | Caloundra Airport                                      | همگانی | YCDR   | CUD  | ۲۶°۴۸′۰۶″ جنوبی ۱۵۳°۰۶′۱۸″ شرقی / ۲۶٫۸۰۱۶۷°جنوبی ۱۵۳٫۱۰۵۰۰°شرقی |
| Camooweal                            | Camooweal Airport                                      | همگانی | YCMW   |      | ۱۹°۵۴′۴۲″ جنوبی ۱۳۸°۰۷′۳۰″ شرقی / ۱۹٫۹۱۱۶۷°جنوبی ۱۳۸٫۱۲۵۰۰°شرقی |
| Century Mine                         | Century Mine Airport                                   | خصوصی  | YCNY   |      | ۱۸°۴۵′۱۲″ جنوبی ۱۳۸°۴۲′۲۴″ شرقی / ۱۸٫۷۵۳۳۳°جنوبی ۱۳۸٫۷۰۶۶۷°شرقی |
| Charleville                          | فرودگاه چارلویل                                        | همگانی | YBCV   | CTL  | ۲۶°۲۴′۲۴″ جنوبی ۱۴۶°۱۵′۴۵″ شرقی / ۲۶٫۴۰۶۶۷°جنوبی ۱۴۶٫۲۶۲۵۰°شرقی |
| Charters Towers                      | فرودگاه چارتر تاور                                     | همگانی | YCHT   | CXT  | ۲۰°۰۲′۳۶″ جنوبی ۱۴۶°۱۶′۲۴″ شرقی / ۲۰٫۰۴۳۳۳°جنوبی ۱۴۶٫۲۷۳۳۳°شرقی |
| Chillagoe                            | Chillagoe Airport                                      | همگانی | YCGO   | LLG  | ۱۷°۰۸′۳۴″ جنوبی ۱۴۴°۳۱′۴۴″ شرقی / ۱۷٫۱۴۲۷۸°جنوبی ۱۴۴٫۵۲۸۸۹°شرقی |
| Chinchilla                           | فرودگاه چینچیلا                                        | همگانی | YCCA   | CCL  | ۲۶°۴۶′۱۰″ جنوبی ۱۵۰°۳۷′۰۰″ شرقی / ۲۶٫۷۶۹۴۴°جنوبی ۱۵۰٫۶۱۶۶۷°شرقی |
| Clermont                             | فرودگاه کلرمونت                                        | همگانی | YCMT   | CMQ  | ۲۲°۴۶′۲۴″ جنوبی ۱۴۷°۳۷′۱۲″ شرقی / ۲۲٫۷۷۳۳۳°جنوبی ۱۴۷٫۶۲۰۰۰°شرقی |
| Cloncurry                            | فرودگاه کلونکاری                                       | همگانی | YCCY   | CNJ  | ۲۰°۴۰′۰۷″ جنوبی ۱۴۰°۳۰′۱۶″ شرقی / ۲۰٫۶۶۸۶۱°جنوبی ۱۴۰٫۵۰۴۴۴°شرقی |
| Coconut Island                       | Coconut Island Airport                                 | خصوصی  | YCCT   | CNC  | ۱۰°۰۳′ جنوبی ۱۴۳°۰۴′ شرقی / ۱۰٫۰۵۰°جنوبی ۱۴۳٫۰۶۷°شرقی           |
| Coen                                 | Coen Airport                                           | همگانی | YCOE   | CUQ  | ۱۳°۴۵′۴۳″ جنوبی ۱۴۳°۰۷′۰۰″ شرقی / ۱۳٫۷۶۱۹۴°جنوبی ۱۴۳٫۱۱۶۶۷°شرقی |
| Cooktown                             | فرودگاه کوکتاون                                        | همگانی | YCKN   | CTN  | ۱۵°۲۶′۴۱″ جنوبی ۱۴۵°۱۱′۰۴″ شرقی / ۱۵٫۴۴۴۷۲°جنوبی ۱۴۵٫۱۸۴۴۴°شرقی |
| Cunnamulla                           | فرودگاه کونامولا                                       | همگانی | YCMU   | CMA  | ۲۸°۰۱′۴۸″ جنوبی ۱۴۵°۳۷′۲۰″ شرقی / ۲۸٫۰۳۰۰۰°جنوبی ۱۴۵٫۶۲۲۲۲°شرقی |
| Darnley Island                       | Darnley Island Airport                                 | همگانی | YDNI   | NLF  | ۰۹°۳۴′۴۲″ جنوبی ۱۴۳°۴۶′۴۸″ شرقی / ۹٫۵۷۸۳۳°جنوبی ۱۴۳٫۷۸۰۰۰°شرقی  |
| Dirranbandi                          | فرودگاه دیرانباندی                                     | همگانی | YDBI   | DRN  | ۲۸°۳۵′۳۰″ جنوبی ۱۴۸°۱۳′۰۰″ شرقی / ۲۸٫۵۹۱۶۷°جنوبی ۱۴۸٫۲۱۶۶۷°شرقی |
| Doomadgee                            | Doomadgee Airport                                      | همگانی | YDMG   | DMD  | ۱۷°۵۶′۲۴″ جنوبی ۱۳۸°۴۹′۱۸″ شرقی / ۱۷٫۹۴۰۰۰°جنوبی ۱۳۸٫۸۲۱۶۷°شرقی |
| Dunk Island                          | فرودگاه دانک آیلند                                     | همگانی | YDKI   | DKI  | ۱۷°۵۶′۳۰″ جنوبی ۱۴۶°۰۸′۲۴″ شرقی / ۱۷٫۹۴۱۶۷°جنوبی ۱۴۶٫۱۴۰۰۰°شرقی |
| Dysart                               | Dysart Airport                                         | خصوصی  | YDYS   | DYA  | ۲۲°۳۷′۲۰″ جنوبی ۱۴۸°۲۱′۵۰″ شرقی / ۲۲٫۶۲۲۲۲°جنوبی ۱۴۸٫۳۶۳۸۹°شرقی |
| Emerald                              | فرودگاه امرالد                                         | همگانی | YEML   | EMD  | ۲۳°۳۴′۰۳″ جنوبی ۱۴۸°۱۰′۴۵″ شرقی / ۲۳٫۵۶۷۵۰°جنوبی ۱۴۸٫۱۷۹۱۷°شرقی |
| Enoggra، بریزبن                      | فرودگاه انوگرا باراکس                                  | نظامی  | YENO   |      | ۲۷°۲۵′۳۰″ جنوبی ۱۵۲°۵۹′۰۰″ شرقی / ۲۷٫۴۲۵۰۰°جنوبی ۱۵۲٫۹۸۳۳۳°شرقی |
| Garbutt، تاونزویل                    | فرودگاه بین‌المللی تانزویل                              | همگانی | YBTL   | TSV  | ۱۹°۱۵′۱۲″ جنوبی ۱۴۶°۴۵′۵۴″ شرقی / ۱۹٫۲۵۳۳۳°جنوبی ۱۴۶٫۷۶۵۰۰°شرقی |
| Garbutt، تاونزویل                    | فرودگاه نیروی هوایی سلطنتی استرالیا در پایگاه تاونزویل | نظامی  | YBTL   | TVL  | ۱۹°۱۵′۱۲″ جنوبی ۱۴۶°۴۵′۵۴″ شرقی / ۱۹٫۲۵۳۳۳°جنوبی ۱۴۶٫۷۶۵۰۰°شرقی |
| Gayndah                              | Gayndah Airport                                        | همگانی | YGAY   |      | ۲۵°۳۶′۵۵″ جنوبی ۱۵۱°۳۷′۱۵″ شرقی / ۲۵٫۶۱۵۲۸°جنوبی ۱۵۱٫۶۲۰۸۳°شرقی |
| Georgetown                           | Georgetown Airport                                     | همگانی | YGTN   |      | ۱۸°۱۸′۱۲″ جنوبی ۱۴۳°۳۱′۵۴″ شرقی / ۱۸٫۳۰۳۳۳°جنوبی ۱۴۳٫۵۳۱۶۷°شرقی |
| Gladstone                            | فرودگاه گلدستون (استرالیا)                             | همگانی | YGLA   | GLT  | ۲۳°۵۲′۱۱″ جنوبی ۱۵۱°۱۳′۲۲″ شرقی / ۲۳٫۸۶۹۷۲°جنوبی ۱۵۱٫۲۲۲۷۸°شرقی |
| Goondiwindi                          | فرودگاه گوندیویندی                                     | همگانی | YGDI   | GOO  | ۲۸°۳۱′۱۷″ جنوبی ۱۵۰°۱۹′۱۳″ شرقی / ۲۸٫۵۲۱۳۹°جنوبی ۱۵۰٫۳۲۰۲۸°شرقی |
| گیمپی                                | فرودگاه گیمپی                                          | همگانی | YGYM   | GYP  | ۲۶°۱۷′۰۰″ جنوبی ۱۵۲°۴۲′۰۶″ شرقی / ۲۶٫۲۸۳۳۳°جنوبی ۱۵۲٫۷۰۱۶۷°شرقی |
| Hamilton Island                      | فرودگاه گریت بریر ریف                                  | همگانی | YBHM   | HTI  | ۲۰°۲۱′۲۹″ جنوبی ۱۴۸°۵۷′۰۶″ شرقی / ۲۰٫۳۵۸۰۶°جنوبی ۱۴۸٫۹۵۱۶۷°شرقی |
| هاروی بی                             | فرودگاه هروی بی                                        | همگانی | YHBA   | HVB  | ۲۵°۱۹′۰۸″ جنوبی ۱۵۲°۵۲′۴۹″ شرقی / ۲۵٫۳۱۸۸۹°جنوبی ۱۵۲٫۸۸۰۲۸°شرقی |
| Horn Island                          | فرودگاه هرن آیلند                                      | همگانی | YHID   | HID  | ۱۰°۳۵′۱۱″ جنوبی ۱۴۲°۱۷′۲۴″ شرقی / ۱۰٫۵۸۶۳۹°جنوبی ۱۴۲٫۲۹۰۰۰°شرقی |
| Hughenden                            | Hughenden Airport                                      | همگانی | YHUG   | HGD  | ۲۰°۴۸′۵۴″ جنوبی ۱۴۴°۱۳′۳۰″ شرقی / ۲۰٫۸۱۵۰۰°جنوبی ۱۴۴٫۲۲۵۰۰°شرقی |
| Innisfail                            | Innisfail Airport                                      | همگانی | YIFL   |      | ۱۷°۳۳′۳۱″ جنوبی ۱۴۶°۰۰′۴۲″ شرقی / ۱۷٫۵۵۸۶۱°جنوبی ۱۴۶٫۰۱۱۶۷°شرقی |
| Ipswich                              | فرودگاه نیروی هوایی سلطنتی استرالیا در پایگاه امبرلی   | نظامی  | YAMB   |      | ۲۷°۳۸′۲۶″ جنوبی ۱۵۲°۴۲′۴۳″ شرقی / ۲۷٫۶۴۰۵۶°جنوبی ۱۵۲٫۷۱۱۹۴°شرقی |
| Julia Creek                          | Julia Creek Airport                                    | همگانی | YJLC   | JCK  | ۲۰°۴۰′۰۶″ جنوبی ۱۴۱°۴۳′۲۱″ شرقی / ۲۰٫۶۶۸۳۳°جنوبی ۱۴۱٫۷۲۲۵۰°شرقی |
| Karumba                              | Karumba Airport                                        | همگانی | YKMB   | KRB  | ۱۷°۲۷′۱۸″ جنوبی ۱۴۰°۴۹′۵۴″ شرقی / ۱۷٫۴۵۵۰۰°جنوبی ۱۴۰٫۸۳۱۶۷°شرقی |
| Kingaroy                             | Kingaroy Airport                                       | همگانی | YKRY   | KGY  | ۲۶°۳۴′۴۸″ جنوبی ۱۵۱°۵۰′۳۰″ شرقی / ۲۶٫۵۸۰۰۰°جنوبی ۱۵۱٫۸۴۱۶۷°شرقی |
| Kowanyama                            | فرودگاه کوانیاما                                       | همگانی | YKOW   | HWM  | ۱۵°۲۹′۰۸″ جنوبی ۱۴۱°۴۵′۰۵″ شرقی / ۱۵٫۴۸۵۵۶°جنوبی ۱۴۱٫۷۵۱۳۹°شرقی |
| Kubin                                | فرودگاه کوبین                                          | همگانی | YKUB   | KUG  | ۱۰°۱۳′۳۰″ جنوبی ۱۴۲°۱۳′۲۴″ شرقی / ۱۰٫۲۲۵۰۰°جنوبی ۱۴۲٫۲۲۳۳۳°شرقی |
| Lizard Island National Park          | فرودگاه جزیره سوسمار                                   | همگانی | YLZI   | LZR  | ۱۴°۴۰′۲۴″ جنوبی ۱۴۵°۲۷′۱۸″ شرقی / ۱۴٫۶۷۳۳۳°جنوبی ۱۴۵٫۴۵۵۰۰°شرقی |
| Lockhart River                       | فرودگاه رودخانه لوخارت                                 | همگانی | YLHR   | IRG  | ۱۲°۴۷′۱۳″ جنوبی ۱۴۳°۱۸′۱۷″ شرقی / ۱۲٫۷۸۶۹۴°جنوبی ۱۴۳٫۳۰۴۷۲°شرقی |
| Longreach                            | فرودگاه لانگریچ                                        | همگانی | YLRE   | LRE  | ۲۳°۲۶′۰۳″ جنوبی ۱۴۴°۱۶′۴۹″ شرقی / ۲۳٫۴۳۴۱۷°جنوبی ۱۴۴٫۲۸۰۲۸°شرقی |
| Mabuiag Island                       | Mabuiag Island Airport                                 | همگانی | YMAA   | UBB  | ۰۹°۵۷′۰۶″ جنوبی ۱۴۲°۱۱′۴۸″ شرقی / ۹٫۹۵۱۶۷°جنوبی ۱۴۲٫۱۹۶۶۷°شرقی  |
| مکای (استرالیا)                      | فرودگاه مکی                                            | همگانی | YBMK   | MKY  | ۲۱°۱۰′۱۸″ جنوبی ۱۴۹°۱۰′۴۷″ شرقی / ۲۱٫۱۷۱۶۷°جنوبی ۱۴۹٫۱۷۹۷۲°شرقی |
| Marcoola، Sunshine Coast             | فرودگاه سانشاین کوست                                   | همگانی | YBSU   | MCY  | ۲۶°۳۶′۱۲″ جنوبی ۱۵۳°۰۵′۳۰″ شرقی / ۲۶٫۶۰۳۳۳°جنوبی ۱۵۳٫۰۹۱۶۷°شرقی |
| Mareeba                              | فرودگاه صحرایی ماریبا                                  | همگانی | YMBA   | MRG  | ۱۷°۰۴′۰۹″ جنوبی ۱۴۵°۲۵′۰۹″ شرقی / ۱۷٫۰۶۹۱۷°جنوبی ۱۴۵٫۴۱۹۱۷°شرقی |
| Maryborough                          | فرودگاه ماری‌براوت (کوئینزلند)                          | همگانی | YMYB   | MBH  | ۲۵°۳۰′۴۸″ جنوبی ۱۵۲°۴۲′۵۴″ شرقی / ۲۵٫۵۱۳۳۳°جنوبی ۱۵۲٫۷۱۵۰۰°شرقی |
| Middlemount                          | Middlemount Airport                                    | خصوصی  | YMMU   |      | ۲۲°۴۸′۱۲″ جنوبی ۱۴۸°۴۲′۱۸″ شرقی / ۲۲٫۸۰۳۳۳°جنوبی ۱۴۸٫۷۰۵۰۰°شرقی |
| Moranbah                             | فرودگاه مورانباه                                       | همگانی | YMRB   | MOV  | ۲۲°۰۳′۲۸″ جنوبی ۱۴۸°۰۴′۳۹″ شرقی / ۲۲٫۰۵۷۷۸°جنوبی ۱۴۸٫۰۷۷۵۰°شرقی |
| Mornington Island                    | Mornington Island Airport                              | همگانی | YMTI   | ONG  | ۱۶°۳۹′۴۵″ جنوبی ۱۳۹°۱۰′۴۱″ شرقی / ۱۶٫۶۶۲۵۰°جنوبی ۱۳۹٫۱۷۸۰۶°شرقی |
| Mount Gordon                         | Mount Gordon Airport                                   | خصوصی  | YGON   |      | ۱۹°۴۶′۳۰″ جنوبی ۱۳۹°۲۴′۲۴″ شرقی / ۱۹٫۷۷۵۰۰°جنوبی ۱۳۹٫۴۰۶۶۷°شرقی |
| مانت ایسا                            | فرودگاه ماونت آیزیا                                    | همگانی | YBMA   | ISA  | ۲۰°۳۹′۵۰″ جنوبی ۱۳۹°۲۹′۱۹″ شرقی / ۲۰٫۶۶۳۸۹°جنوبی ۱۳۹٫۴۸۸۶۱°شرقی |
| Murray Island                        | فرودگاه جزیره مری                                      | همگانی | YMUI   | MYI  | ۰۹°۵۴′۵۳″ جنوبی ۱۴۴°۰۳′۱۵″ شرقی / ۹٫۹۱۴۷۲°جنوبی ۱۴۴٫۰۵۴۱۷°شرقی  |
| Muttaburra                           | فرودگاه موتابورا                                       | همگانی | YMTB   | UTB  | ۲۲°۳۴′۵۹″ جنوبی ۱۴۴°۳۱′۴۳″ شرقی / ۲۲٫۵۸۳۰۶°جنوبی ۱۴۴٫۵۲۸۶۱°شرقی |
| National Highway A2                  | Elrose Airport                                         | خصوصی  | YESE   |      | ۲۰°۵۸′۳۶″ جنوبی ۱۴۱°۰۰′۲۴″ شرقی / ۲۰٫۹۷۶۶۷°جنوبی ۱۴۱٫۰۰۶۶۷°شرقی |
| Normanton                            | Normanton Airport                                      | همگانی | YNTN   | NTN  | ۱۷°۴۱′۰۶″ جنوبی ۱۴۱°۰۴′۱۲″ شرقی / ۱۷٫۶۸۵۰۰°جنوبی ۱۴۱٫۰۷۰۰۰°شرقی |
| Oakey                                | مرکز هوایی اواکیی                                      | نظامی  | YBOK   | OKY  | ۲۷°۲۴′۴۱″ جنوبی ۱۵۱°۴۴′۰۷″ شرقی / ۲۷٫۴۱۱۳۹°جنوبی ۱۵۱٫۷۳۵۲۸°شرقی |
| Osborne Mine                         | Osborne Mine Airport                                   | خصوصی  | YOSB   |      | ۲۲°۰۴′۵۴″ جنوبی ۱۴۰°۳۳′۲۴″ شرقی / ۲۲٫۰۸۱۶۷°جنوبی ۱۴۰٫۵۵۶۶۷°شرقی |
| Palm Island                          | فرودگاه پالم آیلند                                     | همگانی | YPAM   | PMK  | ۱۸°۴۵′۱۹″ جنوبی ۱۴۶°۳۴′۵۳″ شرقی / ۱۸٫۷۵۵۲۸°جنوبی ۱۴۶٫۵۸۱۳۹°شرقی |
| Pormpuraaw                           | Edward River Airport                                   | همگانی | YPMP   | EDR  | ۱۴°۵۳′۴۸″ جنوبی ۱۴۱°۳۶′۳۴″ شرقی / ۱۴٫۸۹۶۶۷°جنوبی ۱۴۱٫۶۰۹۴۴°شرقی |
| Proserpine                           | فرودگاه پروسرپاین-ویت ساندی کوست                       | همگانی | YBPN   | PPP  | ۲۰°۲۹′۴۲″ جنوبی ۱۴۸°۳۳′۰۶″ شرقی / ۲۰٫۴۹۵۰۰°جنوبی ۱۴۸٫۵۵۱۶۷°شرقی |
| Quilpie                              | فرودگاه کویلپی                                         | همگانی | YQLP   | ULP  | ۲۶°۳۶′۳۱″ جنوبی ۱۴۴°۱۵′۲۶″ شرقی / ۲۶٫۶۰۸۶۱°جنوبی ۱۴۴٫۲۵۷۲۲°شرقی |
| Richmond                             | فرودگاه ریچموند                                        | همگانی | YRMD   | RCM  | ۲۰°۴۲′۰۷″ جنوبی ۱۴۳°۰۶′۵۳″ شرقی / ۲۰٫۷۰۱۹۴°جنوبی ۱۴۳٫۱۱۴۷۲°شرقی |
| راکهمپتون (استرالیا)                 | فرودگاه راکهمپتون (استرالیا)                           | همگانی | YBRK   | ROK  | ۲۳°۲۲′۵۴″ جنوبی ۱۵۰°۲۸′۳۰″ شرقی / ۲۳٫۳۸۱۶۷°جنوبی ۱۵۰٫۴۷۵۰۰°شرقی |
| Roma                                 | فرودگاه روما                                           | همگانی | YROM   | RMA  | ۲۶°۳۲′۴۲″ جنوبی ۱۴۸°۴۶′۲۹″ شرقی / ۲۶٫۵۴۵۰۰°جنوبی ۱۴۸٫۷۷۴۷۲°شرقی |
| Rothwell                             | فرودگاه ردکلیف، استرالیا                               | همگانی | YRED   |      | ۲۷°۱۲′۲۴″ جنوبی ۱۵۳°۰۴′۰۶″ شرقی / ۲۷٫۲۰۶۶۷°جنوبی ۱۵۳٫۰۶۸۳۳°شرقی |
| Saibai Island                        | Saibai Island Airport                                  | خصوصی  | YSII   | SBR  | ۰۹°۲۲′۴۲″ جنوبی ۱۴۲°۳۷′۳۰″ شرقی / ۹٫۳۷۸۳۳°جنوبی ۱۴۲٫۶۲۵۰۰°شرقی  |
| Shoalwater Bay، راکهمپتون (استرالیا) | فرودگاه ویلیامسون                                      | نظامی  | YWIS   |      | ۲۲°۲۸′۲۴″ جنوبی ۱۵۰°۱۰′۴۲″ شرقی / ۲۲٫۴۷۳۳۳°جنوبی ۱۵۰٫۱۷۸۳۳°شرقی |
| Shute Harbour                        | فرودگاه ویتساندی                                       | خصوصی  | YSHR   | JHQ  | ۲۰°۱۶′۴۲″ جنوبی ۱۴۸°۴۵′۱۸″ شرقی / ۲۰٫۲۷۸۳۳°جنوبی ۱۴۸٫۷۵۵۰۰°شرقی |
| Southport                            | فرودگاه سوت پورت                                       | خصوصی  | YSPT   | SHQ  | ۲۷°۵۵′۱۸″ جنوبی ۱۵۳°۲۲′۱۸″ شرقی / ۲۷٫۹۲۱۶۷°جنوبی ۱۵۳٫۳۷۱۶۷°شرقی |
| Springsure                           | Springsure Airport                                     | خصوصی  | YSPI   |      | ۲۴°۰۷′۵۴″ جنوبی ۱۴۸°۰۵′۰۶″ شرقی / ۲۴٫۱۳۱۶۷°جنوبی ۱۴۸٫۰۸۵۰۰°شرقی |
| Springvale                           | Springvale Airport                                     | همگانی | YSPV   | KSV  | ۲۳°۳۲′۳۵″ جنوبی ۱۴۰°۴۲′۱۲″ شرقی / ۲۳٫۵۴۳۰۶°جنوبی ۱۴۰٫۷۰۳۳۳°شرقی |
| St George                            | فرودگاه کوینسلند (سنت جورج)                            | همگانی | YSGE   | SGO  | ۲۸°۰۳′۰۰″ جنوبی ۱۴۸°۳۵′۴۲″ شرقی / ۲۸٫۰۵۰۰۰°جنوبی ۱۴۸٫۵۹۵۰۰°شرقی |
| Stanthorpe                           | Stanthorpe Airport                                     | همگانی | YSPE   |      | ۲۸°۳۷′۱۳″ جنوبی ۱۵۱°۲۹′۲۶″ شرقی / ۲۸٫۶۲۰۲۸°جنوبی ۱۵۱٫۴۹۰۵۶°شرقی |
| Sue Islet                            | Warraber Island Airport                                | خصوصی  | YWBS   | SYU  | ۱۰°۱۲′۲۴″ جنوبی ۱۴۲°۴۹′۲۴″ شرقی / ۱۰٫۲۰۶۶۷°جنوبی ۱۴۲٫۸۲۳۳۳°شرقی |
| Taroom                               | Taroom Airport                                         | همگانی | YTAM   | XTO  | ۲۵°۴۸′۰۷″ جنوبی ۱۴۹°۵۴′۴۸″ شرقی / ۲۵٫۸۰۱۹۴°جنوبی ۱۴۹٫۹۱۳۳۳°شرقی |
| Thargomindah                         | فرودگاه تارگومیندا                                     | همگانی | YTGM   | XTG  | ۲۷°۵۹′۱۱″ جنوبی ۱۴۳°۴۸′۳۹″ شرقی / ۲۷٫۹۸۶۳۹°جنوبی ۱۴۳٫۸۱۰۸۳°شرقی |
| The Monument                         | The Monument Airport                                   | خصوصی  | YTMO   |      | ۲۱°۴۸′۴۲″ جنوبی ۱۳۹°۵۵′۲۴″ شرقی / ۲۱٫۸۱۱۶۷°جنوبی ۱۳۹٫۹۲۳۳۳°شرقی |
| توومبا                               | فرودگاه تووومبا                                        | همگانی | YTWB   | TWB  | ۲۷°۳۲′۲۹″ جنوبی ۱۵۱°۵۴′۴۵″ شرقی / ۲۷٫۵۴۱۳۹°جنوبی ۱۵۱٫۹۱۲۵۰°شرقی |
| Trepell                              | Trepell Airport                                        | خصوصی  | YTEE   |      | ۲۱°۵۰′۰۶″ جنوبی ۱۴۰°۵۳′۱۷″ شرقی / ۲۱٫۸۳۵۰۰°جنوبی ۱۴۰٫۸۸۸۰۶°شرقی |
| Warwick                              | Warwick Airport                                        | همگانی | YWCK   |      | ۲۸°۰۸′۵۸″ جنوبی ۱۵۱°۵۶′۳۵″ شرقی / ۲۸٫۱۴۹۴۴°جنوبی ۱۵۱٫۹۴۳۰۶°شرقی |
| Weipa                                | فرودگاه نیروی هوایی سلطنتی استرالیا در شرگر            | نظامی  | YBSG   |      | ۱۲°۳۷′۲۴″ جنوبی ۱۴۲°۰۵′۱۲″ شرقی / ۱۲٫۶۲۳۳۳°جنوبی ۱۴۲٫۰۸۶۶۷°شرقی |
| Weipa                                | Weipa Airport                                          | همگانی | YWBP   | WEI  | ۱۲°۴۰′۴۳″ جنوبی ۱۴۱°۵۵′۳۱″ شرقی / ۱۲٫۶۷۸۶۱°جنوبی ۱۴۱٫۹۲۵۲۸°شرقی |
| Windorah                             | فرودگاه ویندورا                                        | همگانی | YWDH   | WNR  | ۲۵°۲۴′۴۸″ جنوبی ۱۴۲°۴۰′۰۰″ شرقی / ۲۵٫۴۱۳۳۳°جنوبی ۱۴۲٫۶۶۶۶۷°شرقی |
| Winton                               | فرودگاه ونتون                                          | همگانی | YWTN   | WIN  | ۲۲°۲۱′۴۸″ جنوبی ۱۴۳°۰۵′۰۶″ شرقی / ۲۲٫۳۶۳۳۳°جنوبی ۱۴۳٫۰۸۵۰۰°شرقی |
| Woodstock                            | محله هوایی دانینگتن                                    | همگانی | YDOP   |      | ۱۹°۳۶′۴۸″ جنوبی ۱۴۶°۵۰′۳۰″ شرقی / ۱۹٫۶۱۳۳۳°جنوبی ۱۴۶٫۸۴۱۶۷°شرقی |
| Yam Island                           | Yam Island Airport                                     | خصوصی  | YYMI   | XMY  | ۰۹°۵۳′۰۹″ جنوبی ۱۴۲°۴۶′۱۸″ شرقی / ۹٫۸۸۵۸۳°جنوبی ۱۴۲٫۷۷۱۶۷°شرقی  |
| Yorke Island                         | Yorke Island Airport                                   | خصوصی  | YYKI   | OKR  | ۰۹°۴۵′۱۲″ جنوبی ۱۴۳°۲۴′۱۶″ شرقی / ۹٫۷۵۳۳۳°جنوبی ۱۴۳٫۴۰۴۴۴°شرقی  |

## فرودگاه‌های ازبین‌رفته
| مکان               | نام فرودگاه            | نوع          | ایکائو | یاتا | مختصات                                                          |
| ------------------ | ---------------------- | ------------ | ------ | ---- | --------------------------------------------------------------- |
| Antil Plains       | Antil Plains Aerodrome | نظامی        |        |      | ۱۹°۲۶′۳۶″ جنوبی ۱۴۶°۴۹′۲۹″ شرقی / ۱۹٫۴۴۳۳۳°جنوبی ۱۴۶٫۸۲۴۷۲°شرقی |
| Eagle Farm، بریزبن | فرودگاه ایگل فارم      | نظامی/همگانی |        |      | ۲۷°۲۵′۳۰″ جنوبی ۱۵۳°۰۵′۰۳″ شرقی / ۲۷٫۴۲۵۰۰°جنوبی ۱۵۳٫۰۸۴۱۷°شرقی |
| Charters Towers    | Breddan Aerodrome      | نظامی        |        |      | ۱۹°۵۶′۳۴″ جنوبی ۱۴۶°۱۴′۲۱″ شرقی / ۱۹٫۹۴۲۷۸°جنوبی ۱۴۶٫۲۳۹۱۷°شرقی |
| Petrie، بریزبن     | Petrie Airfield        | نظامی        |        |      | ۲۷°۱۷′ جنوبی ۱۵۳°۰۰′ شرقی / ۲۷٫۲۸۳°جنوبی ۱۵۳٫۰۰۰°شرقی           |
| Tarampa            | Tarampa Airfield       | نظامی        |        |      | ۲۷°۲۷′۱۹″ جنوبی ۱۵۲°۲۸′۵۶″ شرقی / ۲۷٫۴۵۵۲۸°جنوبی ۱۵۲٫۴۸۲۲۲°شرقی |
| تاونزویل           | Aitkenvale Aerodrome   | نظامی        |        |      | ۱۹°۱۸′۴۵″ جنوبی ۱۴۶°۴۴′۲۳″ شرقی / ۱۹٫۳۱۲۵۰°جنوبی ۱۴۶٫۷۳۹۷۲°شرقی |
| تاونزویل           | Bohle River Aerodrome  | نظامی        |        |      | ۱۹°۱۶′۵۸″ جنوبی ۱۴۶°۴۱′۵۷″ شرقی / ۱۹٫۲۸۲۷۸°جنوبی ۱۴۶٫۶۹۹۱۷°شرقی |
| تاونزویل           | Reid River Airfield    | نظامی        |        |      | ۱۹°۴۵′۴۵″ جنوبی ۱۴۶°۵۰′۴۰″ شرقی / ۱۹٫۷۶۲۵۰°جنوبی ۱۴۶٫۸۴۴۴۴°شرقی |